# Tatra T6A2
T6A2 ist die Typenbezeichnung für eine Bauart von vierachsigen Straßenbahntriebwagen des Herstellers ČKD Tatra in Prag, die insbesondere für die Straßenbahnbetriebe in der DDR entwickelt wurden. Die wagenbaulich identischen Beiwagen tragen die Bezeichnung B6A2. Die Wagen der Typen T6A2 und B6A2 wurden zwischen 1988 und 1999 gebaut, insgesamt entstanden 256 Triebwagen und 92 Beiwagen.
Als T6A2D wurden die Wagen an deutsche Betriebe, als T6A2H nach Ungarn sowie als T6A2B nach Bulgarien geliefert.
Im Gegensatz zum Vorgängertyp T3 / T4 erhielten die Wagen eine zeitgemäße Thyristorsteuerung. Der modernere Wagenkasten mit den deutlich höheren Fenstern analog zu den Tatra KT4 und Tatra T5 ermöglicht deutlich bessere Sichtverhältnisse für stehende Fahrgäste. Der Entfall des schweren Motorgenerators der Vorgängertypen führte zudem zu einer deutlichen Masseersparnis. Markant sind die bei der verwendeten Thyristorsteuerung TV3 auftretenden zirpenden Geräusche der Leistungselektronik beim Beschleunigen und Bremsen. 
Die T6A2 und B6A2 wurden an alle Kunden mit deutschen ESW-Kupplungen mit Kontaktaufsätzen geliefert, letztere entfielen an den B-Enden der Beiwagen. 

## Geschichte

### T6A2
Der T6A2D (der Kennbuchstabe „D“ wurde erst nach Aufnahme der Produktion der T6A2H und T6A2B zur Unterscheidung vergeben) ist der letzte von ČKD Tatra für die DDR entwickelte Straßenbahn-Wagentyp. Er entstammt der Typenfamilie T6, der sechsten Entwicklungsreihe des Herstellers. Die Wagen wurden zusammen mit den passenden Beiwagen B6A2D angeboten. Geliefert wurden die Fahrzeuge nach Rostock, Berlin, Leipzig, Magdeburg und Schwerin. Schwerin gab seine drei Großzüge ohne Einsatz nach Magdeburg ab, da das Schweriner Netz für 2,5 m breite Wagen ausgelegt war und die Wagen die Fahrzeugumgrenzung nicht ausnutzen.

#### Prototypen T6A2/B6A2

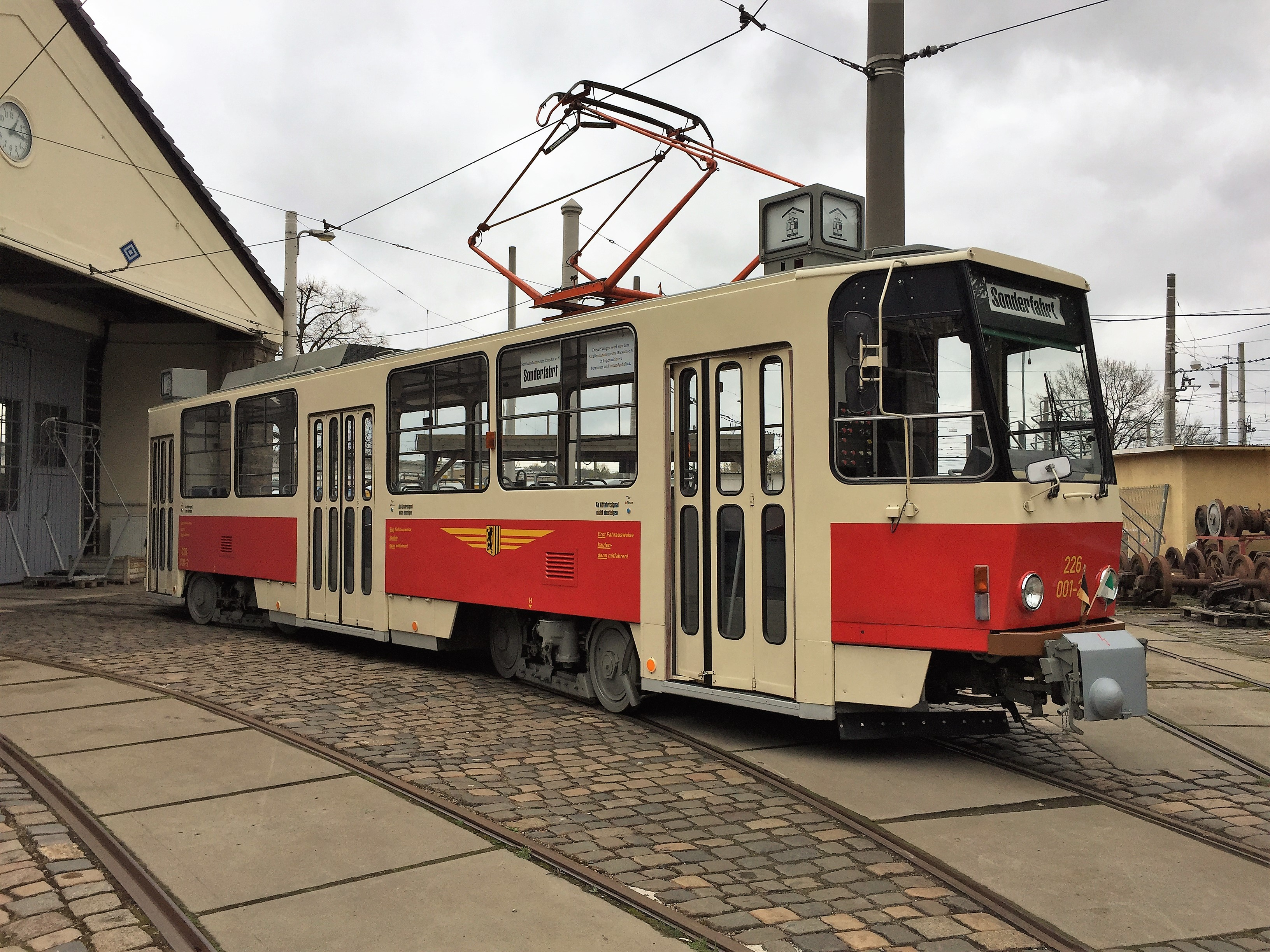
Der Prototyp 226 001 der Dresdner Verkehrsbetriebe wird heute als Museumswagen erhalten (2016)

Die Projekte für die Prototypen des Typs T6A2/B6A2 wurden Anfang 1982 vom Ministerium für Verkehrswesen bestätigt.
Die beiden gebauten Großzüge (Tw+Tw+Bw) wurden 1985 zunächst in Prag und anschließend in Dresden erprobt. Eine Lieferung von Serienfahrzeugen nach Dresden erfolgte nicht mehr, die Dresdener Verkehrsbetriebe behielten jedoch die Prototypen. Nach der Wende 1989 wurde ein Großzug für Stadtrundfahrten umgebaut und eingesetzt. Der zweite Großzug verblieb im Linienverkehr (vorrangig auf der Linie 3). 2002 wurden die Wagen verschrottet. Übrig blieb der erste Prototyp-Triebwagen 226 001 (Ex-Stadtrundfahrt), er wurde dem Straßenbahnmuseum Dresden übergeben und in den Auslieferungszustand von 1986 zurückversetzt. Charakteristisch für die Prototypen war der Liniennummernwürfel auf dem Dach, auf den man dann bei den Serienlieferungen verzichtete.

#### T6A2D

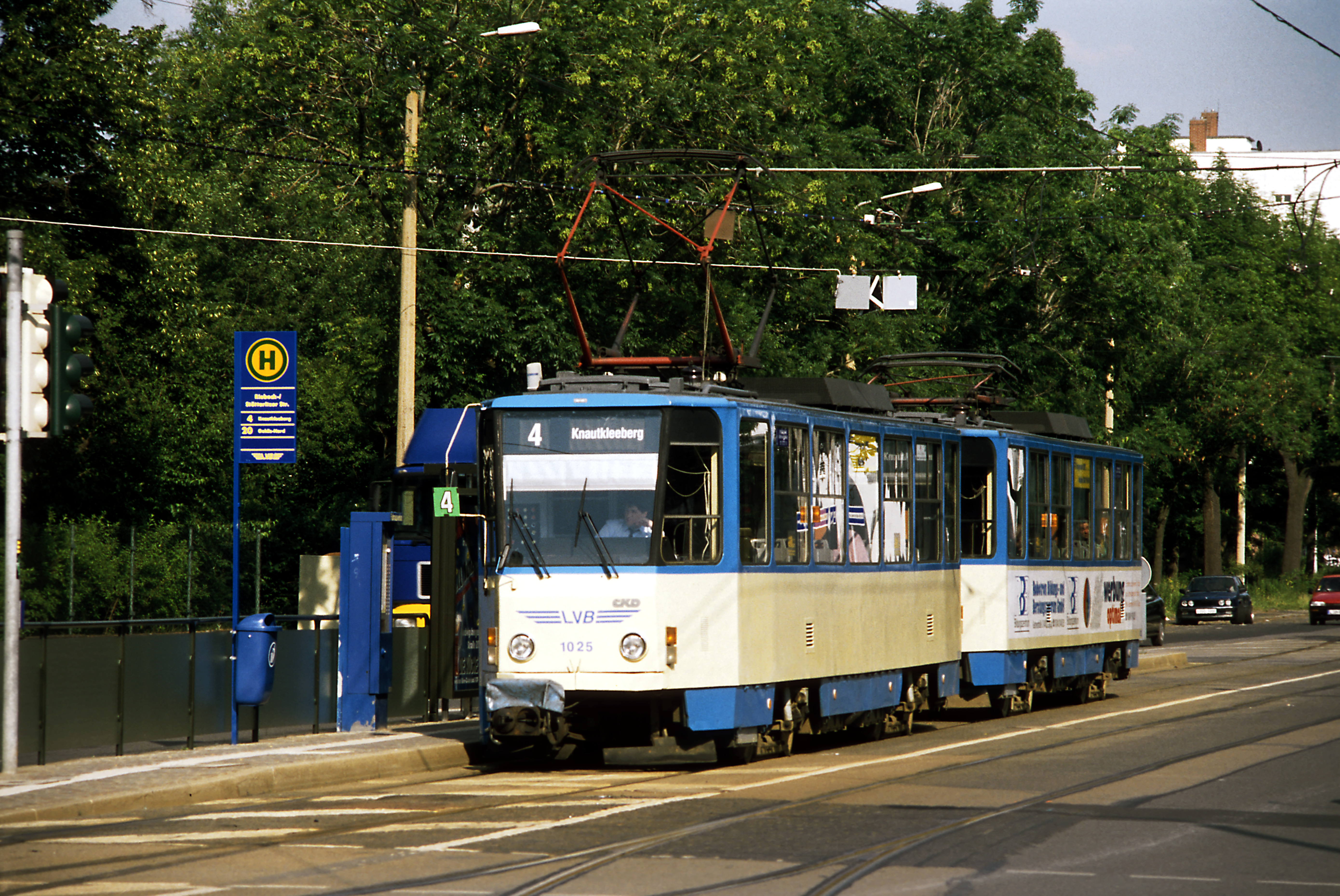
T6-Zweiwagenzug in Leipzig im Lieferanstrich

Nach Leipzig gelangte der erste T6A2 am 20. Oktober 1988. Es war der 4000. an die DDR gelieferte Tatra-Wagen. In Leipzig erhielt er die Nummer 1001. Noch vor der ersten Probefahrt wurde das Fahrzeug in Cremeweiß umlackiert, die folgenden Wagen (Tw 1002, Bw 802) trugen bereits die neue Leipziger Farbgebung Olympiablau/Elfenbein. Diese Fahrzeuge wurden für mit Sonderausstattung für Stadtrundfahrten in Form von Polstersitzen, Teppichböden und der Aufschrift »Lipsia-Tours« geliefert. Im Jahr 1989 folgten weitere Fahrzeuge in Regelausführung, der Linieneinsatz begann am 14. Februar 1990. Die Triebwagen erhielten die LVB-Typenbezeichnung 35, die Beiwagen 67. Die Stadtrundfahrtwagen wurden als Typ 35a und 67a eingeordnet, jedoch nach kurzer Zeit der Serienausführung angepasst. Bis Anfang 1991 wurden die Fahrzeuge geliefert, danach kam durch die Wende das Aus für den Kauf von Tatrawagen. Wegen der von Anfang an an den B-Enden der Trieb- und Beiwagen vorhandenen Hilfsfahrschalter wurden die Wagen insbesondere auf den Linien 4 und 16 mit Endstellen mit Gleisdreiecken eingesetzt. Aufgrund des Status als Splittergattung begann Ende 2006 zu Gunsten der älteren Tatra T4D-M die Abstellung. Sie wurden in ihrer Einsatzzeit nur unwesentlich modernisiert. Am 30. November 2007 erfolgte die Verabschiedung aus dem Liniendienst. Der Triebwagen 1001 und der Beiwagen 801 gehören heute zum Bestand der historischen Fahrzeuge. Im März 2011 wurden alle T6A2 bis auf die Museumsfahrzeuge 1001 und 801 an einen Zwischenhändler verkauft und ab Ende März verschrottet.
Die Berliner Verkehrsbetriebe erhielten T6A2 und B6A2 von 1988 bis 1991. Auch hier wurde die Beschaffung durch die Wende abrupt beendet. 1992 begann die Modernisierung der T6A2 analog den KT4D. Dabei erhielten die Fahrzeuge unter anderem neue Inneneinrichtung und Außenschwenktüren sowie die „sonnengelbe“ Lackierung. Die Wagen wurden laut BVG (Berliner Verkehrsbetriebe) wegen erhöhter Wartungskosten am 6. Dezember 2007 aus dem Liniendienst verabschiedet. Dies führte vor allem bei den Fahrgästen aus dem Südosten Berlins zu Protesten, denn dort wurden die Wagen, die vorher immer in Doppeltraktion fuhren, durch Solowagen des Typs KT4D ersetzt, was zur Folge hatte, dass die Kapazitäten um ein Drittel sanken. Die Beiwagen wurden bereits 2002 abgestellt. 32 der zuletzt abgestellten Berliner Triebwagen wurden nach Szczecin verkauft, sie werden dort seit 2008 eingesetzt.
Magdeburg erhielt seine drei Großzüge im Jahr 1989, weitere drei ursprünglich nach Schwerin gelieferte Wagen (anfangs noch rot-elfenbein lackiert) folgten 1990. Zwischen 1995 und 1997 wurden alle Fahrzeuge modernisiert und in das neue MVB-Farbschema umlackiert. 2009 wurden zwölf modernisierte Beiwagen aus Berlin erworben. Elf konnten nach umfangreicher Revision und Anpassung der elektrischen Ausrüstung seit März 2011 schrittweise in Dienst gestellt werden. Diese Beiwagen werden ausschließlich mit den Niederflurgelenktriebwagen NGT8D der ersten Lieferserie eingesetzt, so dass diese auf Großzug-Kursen eingesetzt werden können, auf denen bislang nur Tatra-Wagen verkehrten. Triebwagen der Bauart T6A2 waren bis Januar 2013 im Liniendienst im Einsatz, sie wurden am 27. Januar 2013 feierlich aus dem Dienst verabschiedet. Der Wagen 1280 hatte als Besonderheit wie die Rostocker T6A2 abweichende Dachkanten, welche aber bei der Modernisierung wieder entfernt wurden. 
Auch nach der feierlichen Verabschiedung werden die T6A2 und B6A2 im Linienverkehr eingesetzt. Während des Hochwassers im Sommer 2013 wurden die beiden Großzüge 1280, 1281 und 2144 sowie 1282, 1283 und 2147 vom Betriebshof Nord evakuiert. Alle anderen Wagen dieser Typen in Magdeburg wurden Opfer der Überflutung des Betriebshofes Nord und daraufhin verschrottet. Die sechs verbliebenen Wagen sind weiterhin an den Werktagen außerhalb der Sommer- und Weihnachtsferien im Einsatz, wobei sie meistens zu drei Zweiwagenzügen (Tw+Tw, Tw+Bw) gekuppelt werden. Aufgrund fehlender Ersatzteile und des hohen Alters sind die Züge teilweise abgestellt und störanfällig, sodass höchstens ein Zug einsatzbereit ist. 2016 erhielten die verbliebenen T6A2 und B6A2 LED-Außen- und Innenanzeigen sowie neue rote Sitzpolster sowie 2022 LED-Rücklichter; die mit den NGT8D gekuppelten B6A2 erhielten diese ebenso. Der Wagen 1283 hat zudem neue Türen sowie an den Seiten neue LED-Fahrtrichtungsanzeiger erhalten. Am 28. März 2024 endete der Linieneinsatz der verbliebenen Wagen und somit ging die Ära der T6A2 in ganz Deutschland zu Ende. 
Rostock erhielt 1989 und 1990 die neuen T6A2 und B6A2. 1995 bis 2001 wurden die Triebwagen zu T6A2m modernisiert. Sie erhielten dabei Außenschwingtüren, eine neue Inneneinrichtung, neue Scheinwerfer sowie ein neues Heizungssystem. Dabei behielten die Wagen ihre Scherenstromabnehmer. Der Triebwagen 701 wurde abweichend davon mit einem Einholmstromabnehmer geliefert. Ab 1996 wurden in diesem Zusammenhang die Beiwagen B6A2D abgestellt und durch Niederflurbeiwagen des Typs 4NBWE von Bombardier ersetzt. Die B6-Beiwagen wurden 2005 nach Szeged verkauft. 2015 wurden die restlichen Triebwagen abgestellt und anschließend verkauft oder verschrottet. Die Niederflurbeiwagen gingen nach Kassel und Leipzig. Ein Triebwagen (704) blieb als Traditionsfahrzeug in Rostock. Eine Besonderheit der T6A2 für Rostock waren veränderte Dachkanten.
In Deutschland kommen die Fahrzeuge in verschiedenen Kombinationen zum Einsatz: als Solowagen, als Doppeltraktion (Tw+Tw), als Mini- (Tw+Bw) oder Großzug (Tw+Tw+Bw). Die steuerungstechnisch ebenfalls mögliche Kombination Tw+Tw+Tw wurde von der Berliner BVG zwar Anfang der 1990er Jahre vereinzelt bei nächtlichen Überführungsfahrten genutzt, aber nie im Fahrgastbetrieb eingesetzt. Die Möglichkeit, Züge mit mehreren Triebwagen nur über einen angelegten Stromabnehmer zu versorgen, die von ČKD bei den T4D noch abgelehnt wurde, war bei den T6A2 von vornherein vorgesehen und über den Vielfachwahlschalter anwählbar.
Bei den T6A2 wurden die zwei Großzüge für Dresden und die drei Schweriner Züge in Prager Lackierung geliefert. Für Leipzig wurden bis auf den ersten alle Wagen in Olympiablau/elfenbein lackiert. Dabei orientierte man sich am Versuchsanstrich, den der KT4D 1306 kurze Zeit getragen hatte. Zwischen den Drehgestellen und im Fensterbereich wurden die Wagenkästen blau und unter den Fenstern elfenbein lackiert. Unterschiede gab es nur im Frontbereich und an den Türen. Mit der Anlieferung der NGT8 des Typs 36 wurden auch die T6 und B6 in die mit diesen eingeführten Farben lackiert, das betraf vor allem das deutlich kräftigere Gelb. In Magdeburg wurden die Wagen in Elfenbein mit grüner Zierlinie lackiert. Die drei ehemaligen Schweriner Wagen wurden auch in das Magdeburger Farbschema umlackiert. In Rostock hatte man wie in Magdeburg Elfenbein gewählt, allerdings mit roter Zierlinie. Die Berliner T6A2 erhielten die Hauptstadtlackierung elfenbein/orange in gleicher Form wie die KT4D. Die Berliner T6A2-Großzüge hatten das größte Fassungsvermögen aller Berliner Straßenbahnzüge.

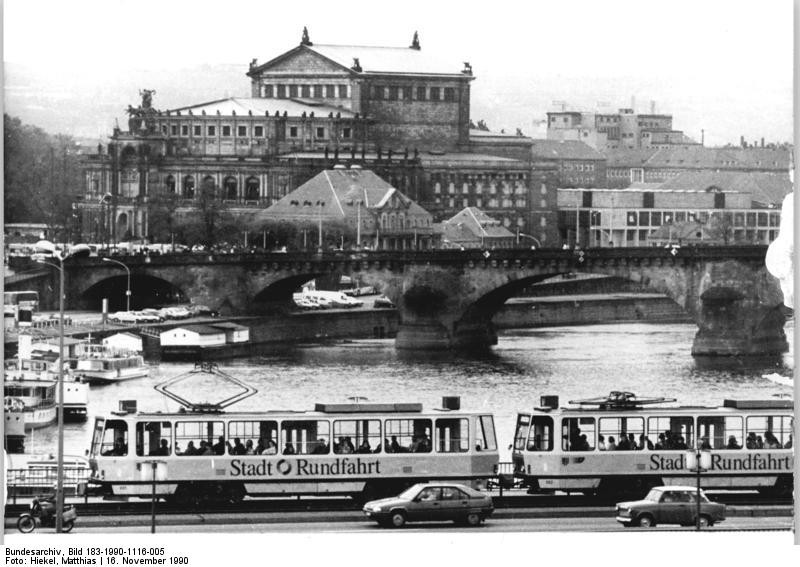
T6A2 in Dresden als Stadtrundfahrt
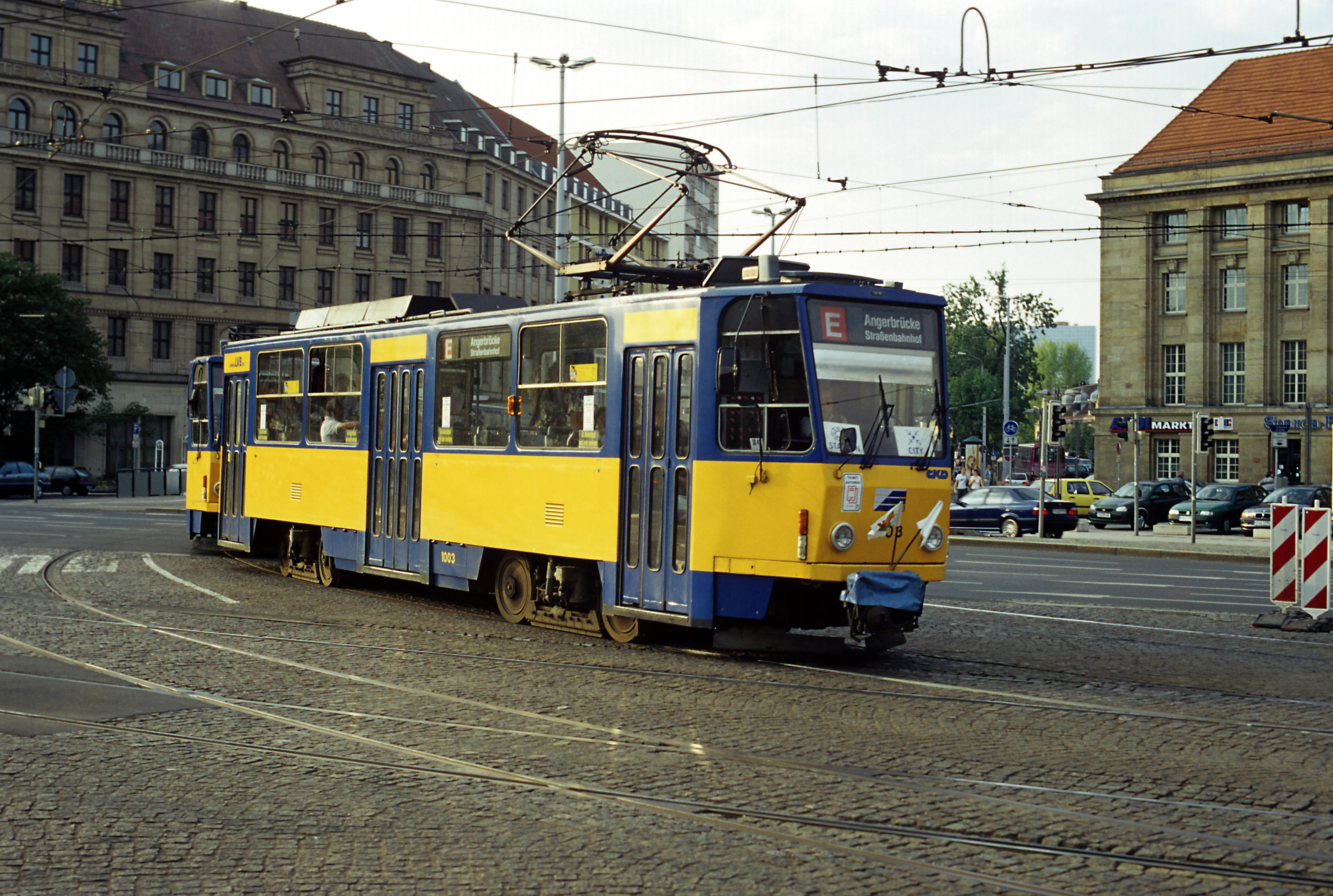
T6A2-Zug in Leipzig
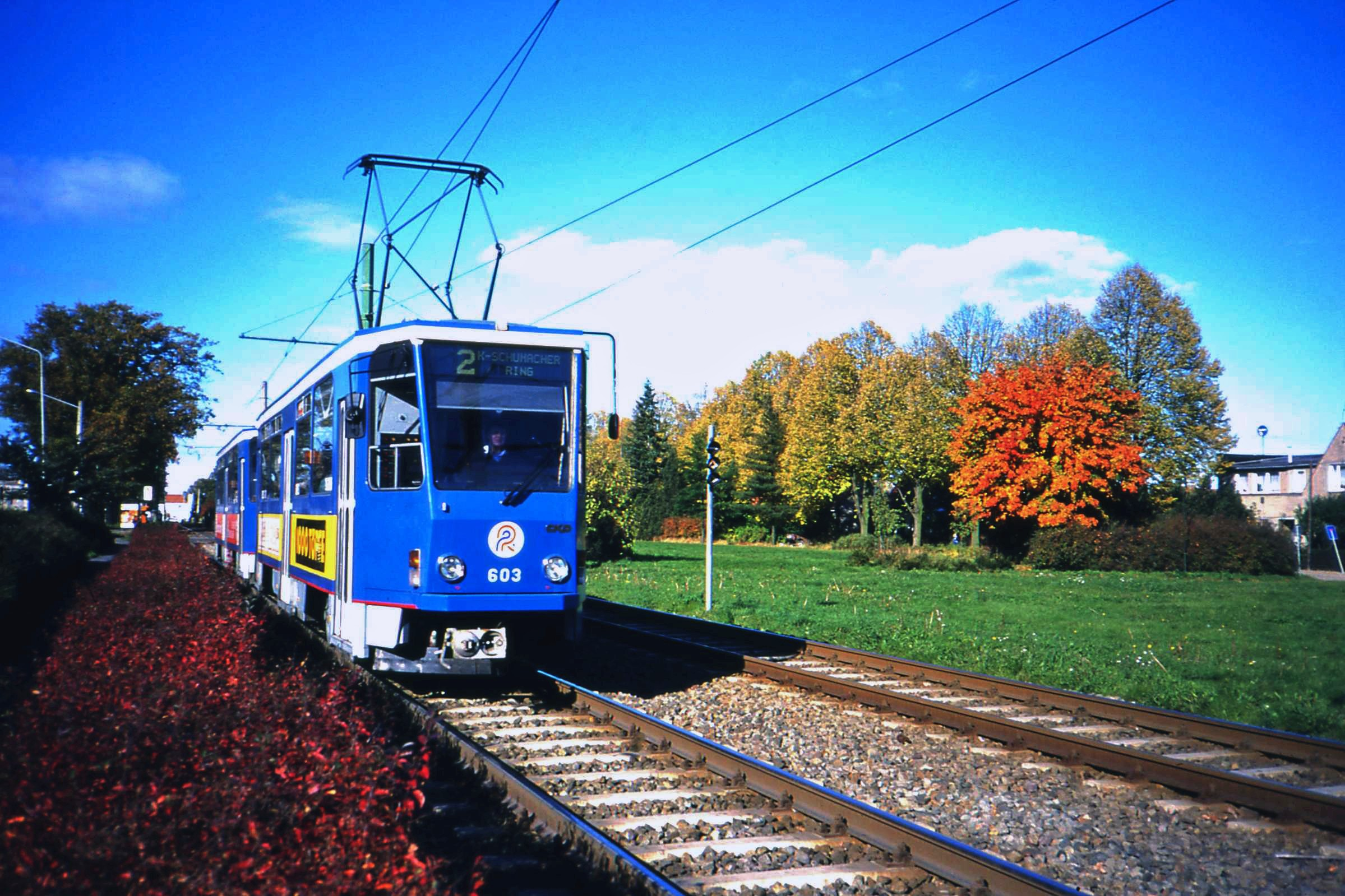
T6A2 in Rostock
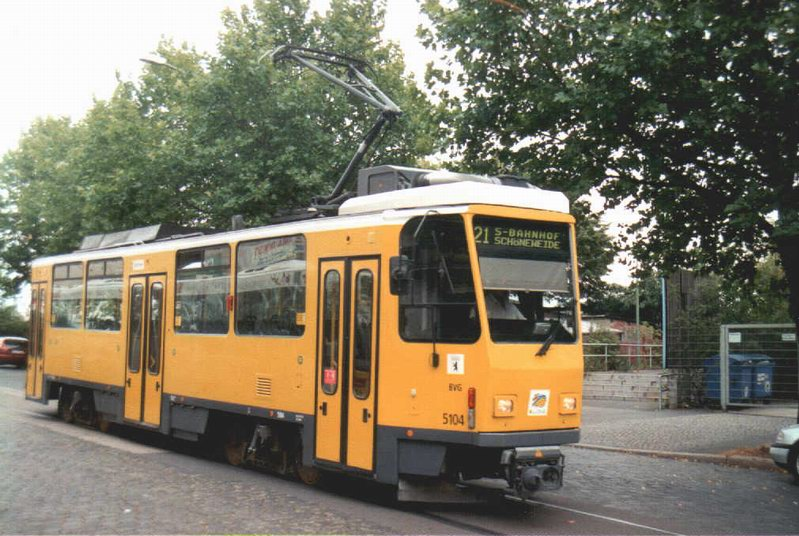
Modernisierter T6A2 in Berlin
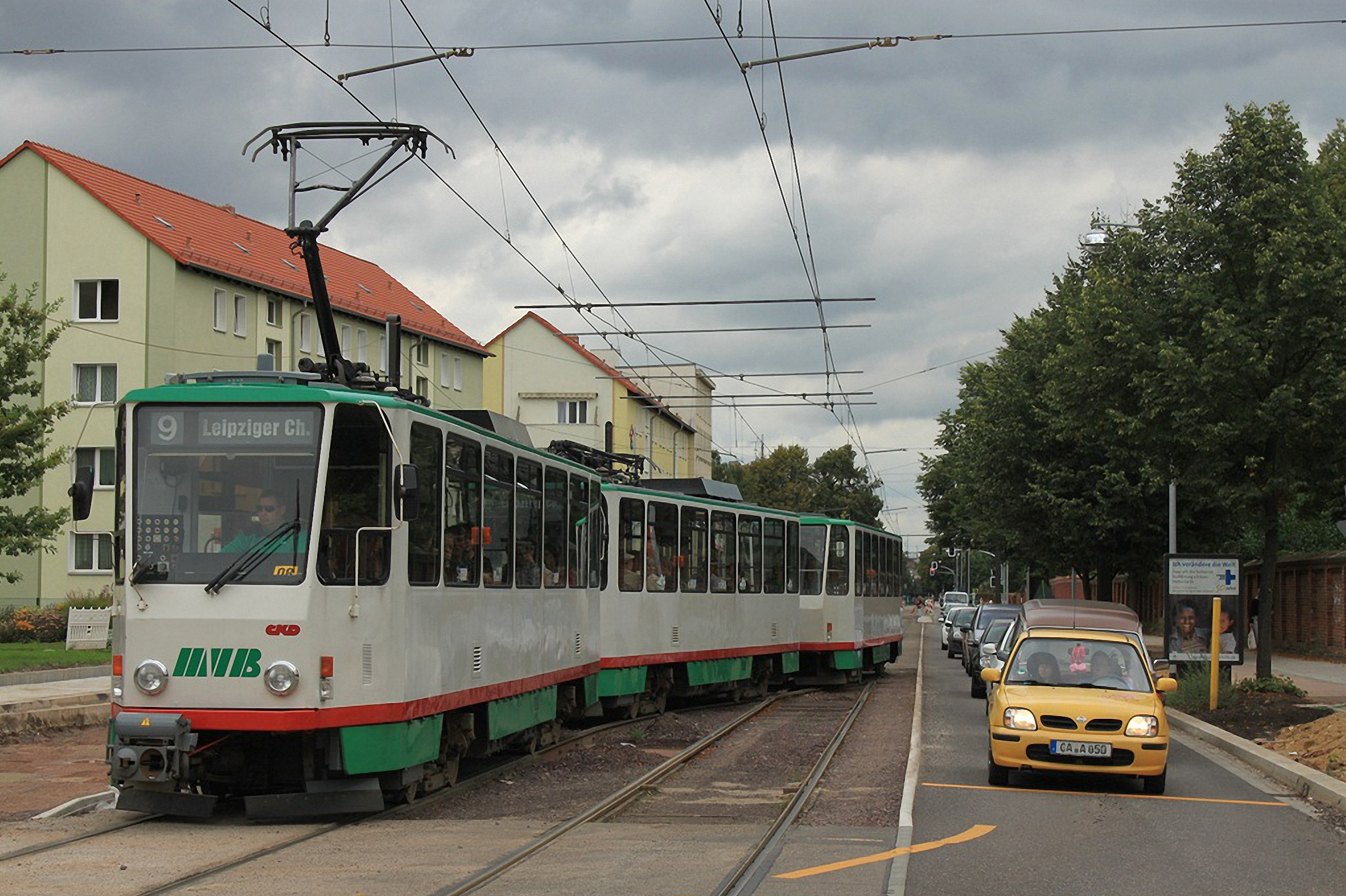
T6A2/B6A2-Großzug in Magdeburg
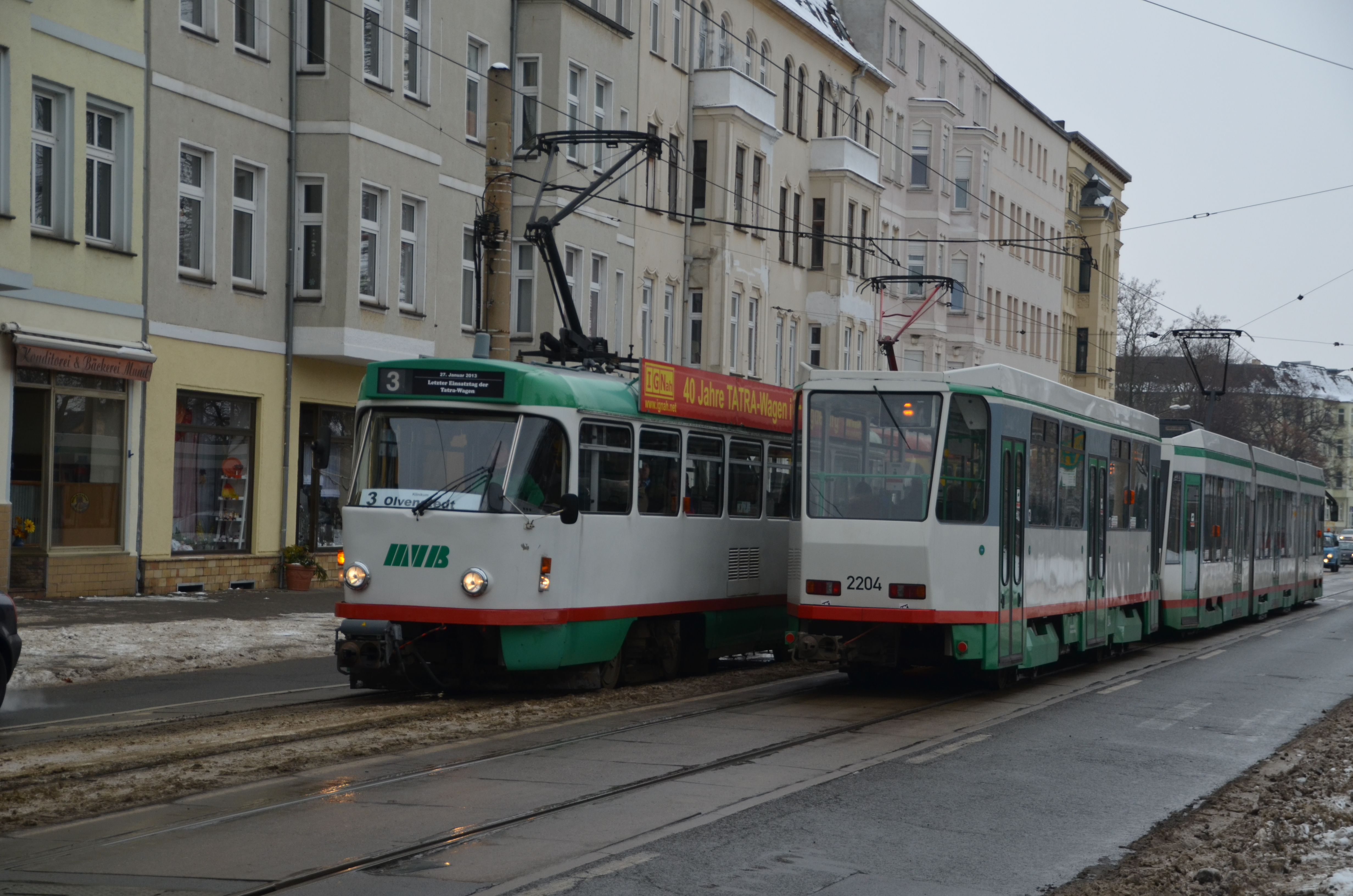
Magdeburg: ehemaliger Berliner B6A2 hinter Niederflurtriebwagen
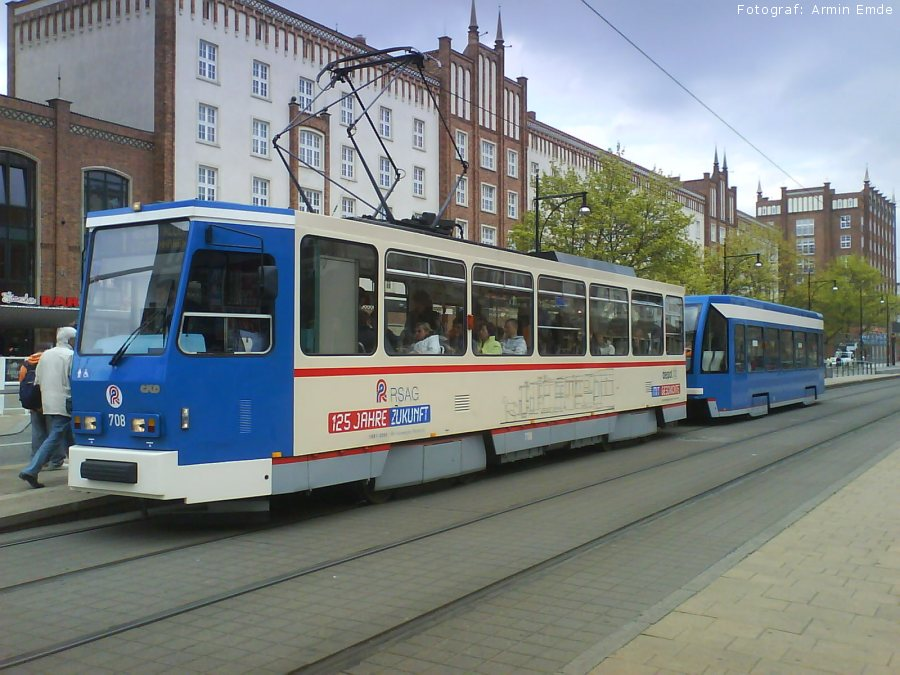
T6A2m in Rostock mit neuem Niederflurbeiwagen
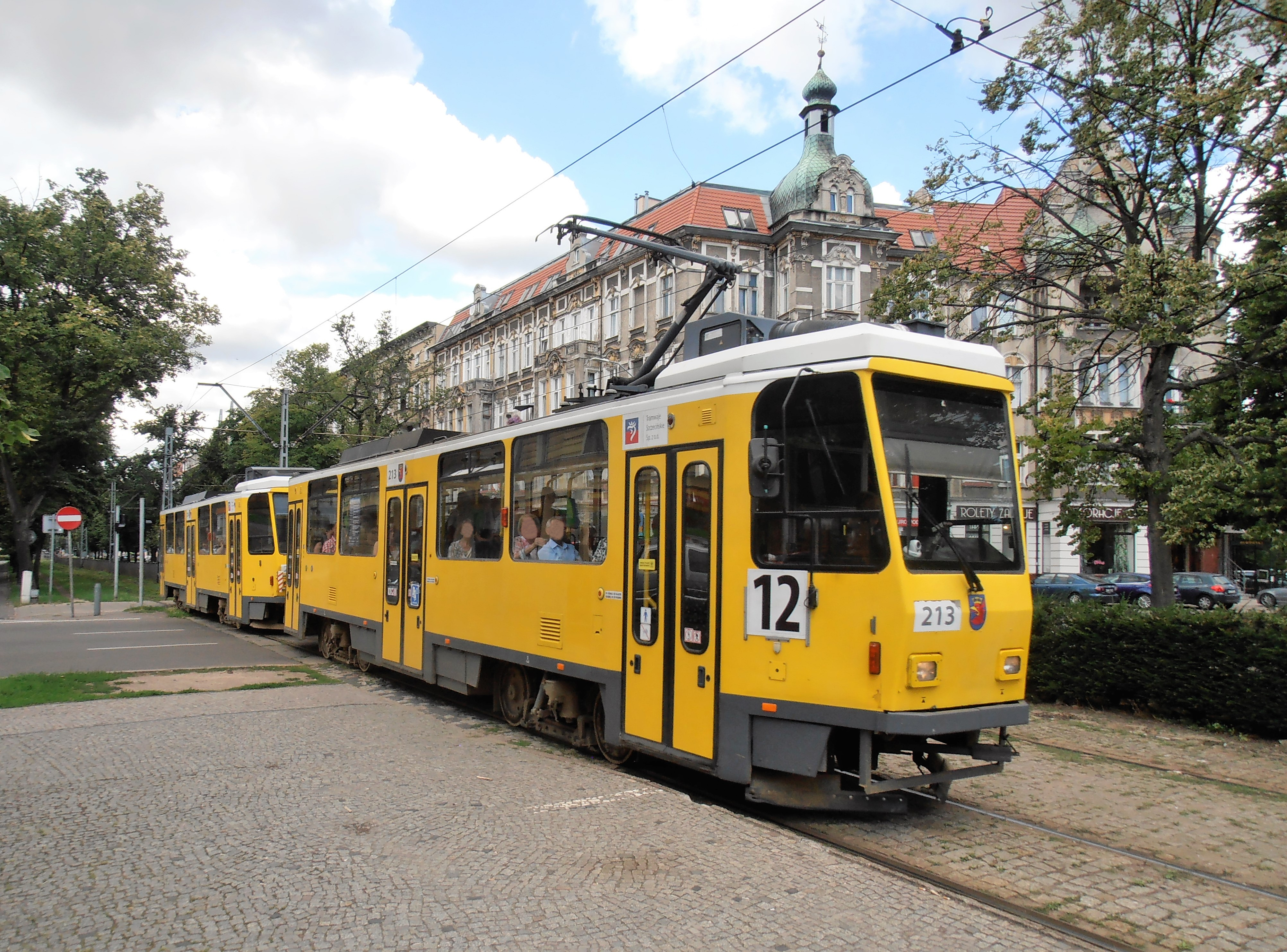
Berliner T6A2D in seiner neuen Heimat Stettin

### T6A2H

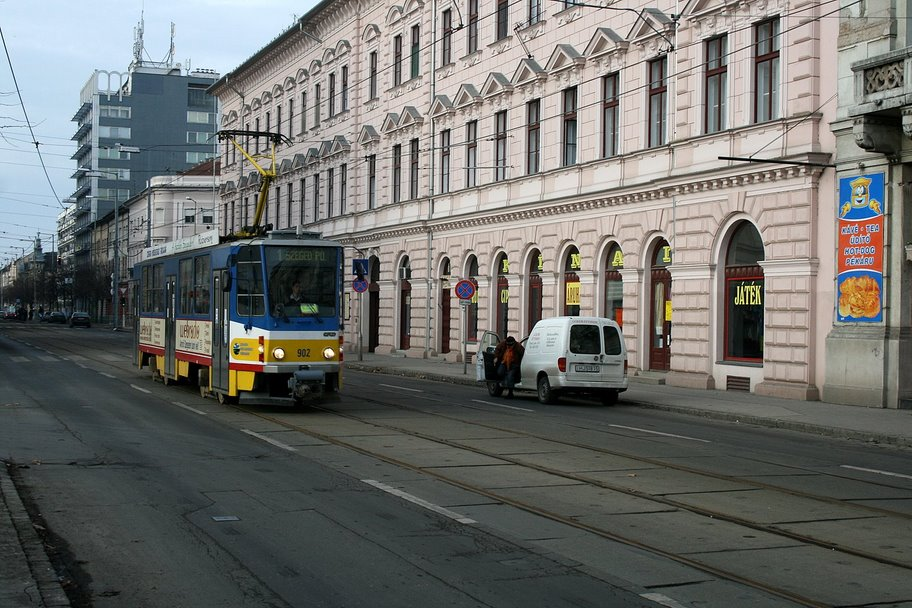
T6A2H in Szeged (2008)

Die ungarische Stadt Szeged bestellte anfangs drei Triebwagen für ihre Straßenbahn. Sie fielen ab 1997 durch ihre Lackierung auf. 1998 wurde der Wagenpark um weitere zehn Triebwagen aufgestockt. Nun werden sie schrittweise durch Potsdamer und Cottbuser KT4D ergänzt, außerdem kamen noch sechs B6A2D aus Rostock nach Szeged, die zu geführten Triebwagen ohne Führerstand umgebaut wurden und mit den T6A2H in Doppeltraktion eingesetzt werden.

### T6A2B

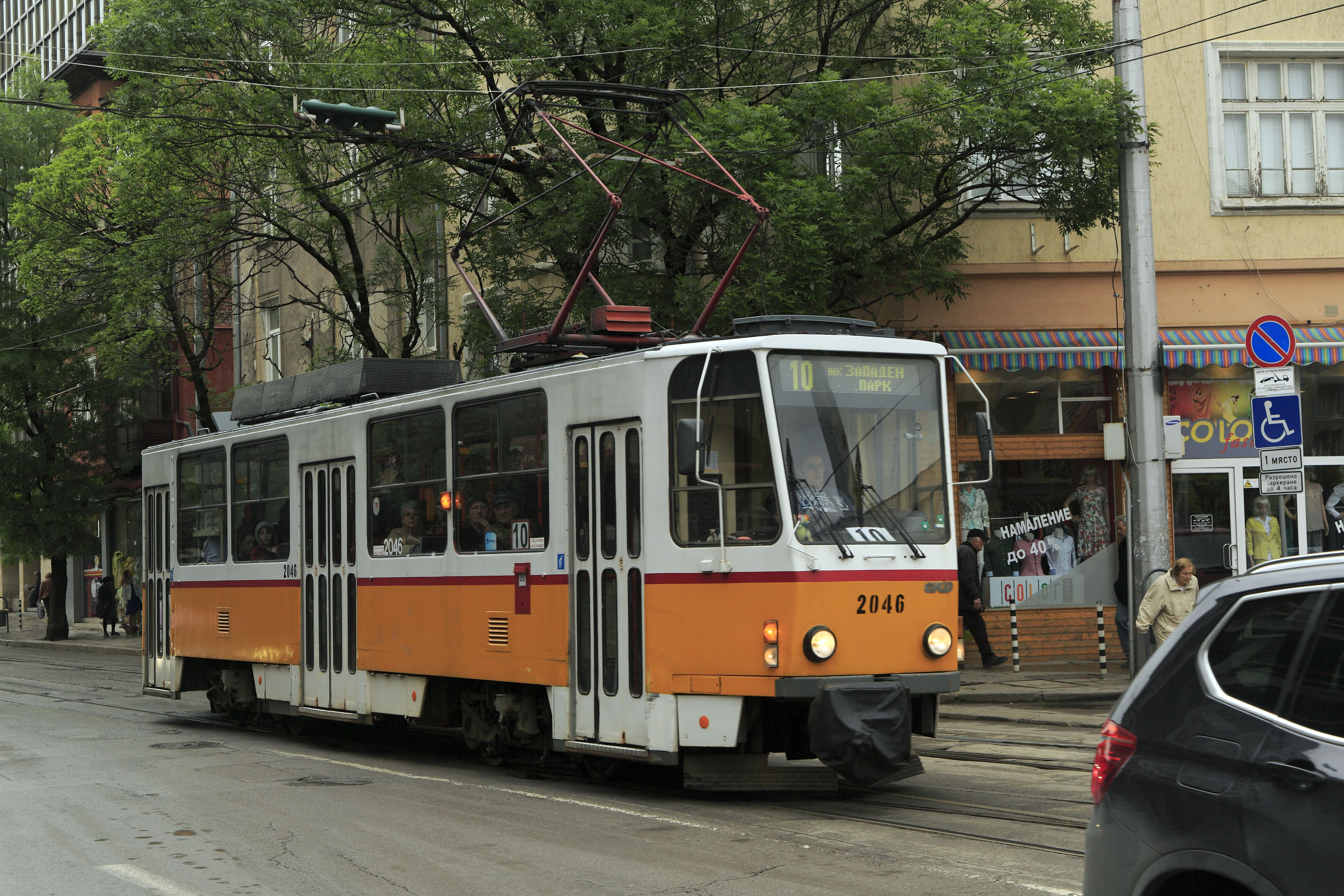
T6A2 auf der Sofioter Schmalspurlinie 10 (2016)

Ebenfalls unterwegs sind die Fahrzeuge des Typs T6A2 als T6A2B in der bulgarischen Hauptstadt Sofia. Während im neuen Regelspurnetz die größeren T6B5-Wagen verkehren, wurden für das alte 1009-mm-Netz im Jahr 1991 zunächst 40 T6A2-Triebwagen geliefert. Der Anstrich war an die Budapester T5-Wagen angelehnt. 1999 wurden nochmals in zwei Teilabschnitten zehn bzw. sieben weitere Wagen an den Betrieb übergeben. Sie stellten die letzten produzierten Fahrzeuge dieses Typs dar.